# Anna Frolina
Pour les articles homonymes, voir Frolina et Boulyguina.
Anna Alekseïevna Frolina (en russe : Анна Алексеевна Фролина, Anna Alekseïevna Frolina), née Boulyguina (Булыгина) le 11 janvier 1984 à Salekhard, est une biathlète russe, naturalisée sud-coréenne, championne du monde de relais en 2009.

## Biographie

### Débuts pour la Russie
Championne du monde junior de la poursuite et du relais en 2005, elle fait ses débuts en Coupe du monde en 2006 avant de marquer ses premiers points en ouverture de la saison 2006-2007 à Östersund, avec une neuvième place à l'individuel, avant de monter sur son premier podium en relais à Hochfilzen quelques semaines plus tard. Elle remporte son unique épreuve dans l'élite mondiale à l'occasion de la poursuite d'Antholz en janvier 2009. Un mois plus tard, elle devient championne du monde avec ses coéquipières du relais, que sont Svetlana Sleptsova, Olga Medvedtseva et Olga Zaïtseva. Lors des Jeux olympiques de Vancouver en 2010, elle est toute proche du podium en terminant quatrième du sprint. 

### Naturalisée sud-coréenne
En 2015, elle s'engage avec la fédération de Corée du Sud, optant pour la nationalité coréenne afin de disputer les Jeux olympiques d'hiver de 2018 organisés à Pyeongchang en Corée du Sud. Elle y est 32e du sprint, 52e de la poursuite, 61e de l'individuel et 18e du relais. En Coupe du monde, elle marque des points dès sa première saison sous ses nouvelles couleurs en 2016-2017, avec une dixième place à Oslo, comme meilleur résultat.
En 2018, elle prend part aux Jeux olympiques huit ans après sa première sélection. Son meilleur résultat individuel y est une 32e place au sprint.

## Palmarès

### Jeux olympiques
| Nat.         | Épreuve / Édition                | Individuel | Sprint | Poursuite | Départ en masse | Relais | Relais mixte                     |
| Russie       | Jeux olympiques 2010 Vancouver   | —          | 4e     | 6e        | 30e             | —      | Épreuve inexistante à cette date |
| Corée du sud | Jeux olympiques 2018 Pyeongchang | 61e        | 32e    | 52e       | —               | 18e    | —                                |

Légende :
- - : Non disputée par Frolina

### Championnats du monde
| Nat.         | Mondiaux \ Épreuve      | Individuel | Sprint | Poursuite | Départ en masse | Relais               | Relais mixte | Relais mixte simple              |
| Russie       | 2007 Antholz-Anterselva | —          | 19e    | 29e       | —               | —                    | —            | Épreuve inexistante à cette date |
| Russie       | 2009 Pyeongchang        | 25e        | 4e     | 20e       | 23e             | Médaille d'or, monde | —            | Épreuve inexistante à cette date |
| Corée du sud | 2017 Hochfilzen         | 34e        | 18e    | 33e       | —               | 18e                  | 19e          | Épreuve inexistante à cette date |
| Corée du sud | 2019 Östersund          | 51e        | 78e    | —         | —               | 21e                  | 20e          | 20e                              |
| Corée du sud | 2020 Antholz-Anterselva | 75e        | 83e    | —         | —               | 22e                  | 27e          | 16e                              |
| Corée du sud | 2021 Pokljuka           | 66e        | 98e    | —         | —               | 23e                  | 26e          | —                                |

### Coupe du monde
- Meilleur classement général : 14e en 2010.
- 1 podium individuel : 1 victoire.
- 6 podiums en relais, dont 2 victoires.

#### Classements en Coupe du monde
| Saison    | Classement général final | Individuel | Sprint | Poursuite | Mass start |
| 2005-2006 | nc                       |            | nc     |           |            |
| 2006-2007 | 31e                      | 29e        | 28e    | 35e       | 29e        |
|           |                          |            |        |           |            |
| 2008-2009 | 19e                      | 55e        | 16e    | 19e       | 15e        |
| 2009-2010 | 14e                      | nc         | 12e    | 11e       | 20e        |
| 2010-2011 | 87e                      |            | 71e    | nc        |            |
| 2011-2012 | 58e                      |            | 62e    | 50e       | 38e        |
|           |                          |            |        |           |            |
| 2016-2017 | 43e                      | 54e        | 31e    | 42e       | 46e        |
| 2017-2018 | 28e                      | nc         | 17e    | 20e       | 29e        |
| 2018-2019 | 40e                      | nc         | 28e    | 43e       |            |
| 2019-2020 | 73e                      | nc         | 67e    | nc        |            |
| 2020-2021 | 92e                      | nc         | 87e    | nc        |            |

#### Détail des victoires
| Saison / Épreuve | Individuel | Sprint | Poursuite | Mass start | Total |
| 2008-2009        |            |        | Antholz   |            | 1     |
| Total            | 0          | 0      | 1         | 0          | 1     |

### Championnats du monde junior
Russie  :
- Médaille d'or du sprint et du relais en 2005.
- Médaille d'argent de la poursuite en 2005.

### Championnats du monde jeunesse
Russie  :
- Médaille d'argent du sprint en 2002 et 2003.
- Médaille d'or du relais en 2003.
- Médaille de bronze de la poursuite en 2003.

### Championnats d'Europe junior
Russie  :
- Médaille d'or du sprint en 2005.
- Médaille de bronze de la poursuite en 2005.

### Championnats du monde de biathlon d'été
Russie  :
- Médaille d'argent de la poursuite en 2013

Corée du sud  :
- Médaille d'argent du sprint en 2016
- Médaille de bronze de la poursuite en 2016.